# Григорьев, Евгений Олегович
Евге́ний Оле́гович Григо́рьев (род. 1975) — российский легкоатлет, специалист по бегу на короткие дистанции. Выступал на профессиональном уровне в 1994—2001 годах, двукратный чемпион России в эстафете 4×100 метров, победитель и призёр первенств всероссийского значения. Представлял Омскую область. Тренер по лёгкой атлетике.

## Биография
Евгений Григорьев родился в 1975 году, приходится младшим братом легкоатлету Андрею Григорьеву. Занимался лёгкой атлетикой в Омске, представлял Омскую область.
Первого серьёзного успеха на всероссийском уровне добился в сезоне 1994 года, когда на чемпионате России в Санкт-Петербурге с омской командой одержал победу в зачёте эстафеты 4×100 метров.
В 1995 году на чемпионате России в Москве вновь выиграл эстафету 4×100 метров.
В 1997 году на чемпионате России в Туле получил в той же дисциплине серебро, пропустив вперёд только московскую команду.
В 1998 году в 100-метровом беге занял четвёртое место в беге на 100 метров на всероссийских соревнованиях в Екатеринбурге, показав свой лучший результат с ручным хронометражем 10,5.
В 1999 году участвовал в зимнем чемпионате России в Москве и летнем чемпионате России в Туле, бежал 100 метров на Мемориале братьев Знаменских в Москве. В этом сезоне установил свои личные рекорды в большинстве дисциплин: 100 метров (11,06), 200 метров (22,88), 60 метров в помещении (7,04).
На чемпионате России 2001 года в Туле взял бронзу в эстафете 4×100 метров.
По состоянию на 2014 год работал тренером по лёгкой атлетике в Омске.